# 納粹德國陸軍
納粹德國陸軍（德語：Heerⓘ，意為陸軍）是指1935年至1946年隸屬於納粹德國武裝力量德意志國防軍的陸軍。德國陸軍源自第一次世界大戰後協約國限制德國僅能保有的100,000名陸軍，《凡爾賽條約》亦在其裝備和機關上設有重重限制，將其打壓為警察性質的軍隊，但德國軍方透過與外國合作，暗地研究與發展若干軍事學說和武器，並培育100,000名陸軍的軍官團，將其打造為日後擴軍的骨幹，素質遠較同時期的各國陸軍優越。德國陸軍在此時發展尤其令人矚目的是裝甲部隊，在瓦爾特·馮·布勞齊區與海因茨·古德里安等人的推動下，即便德國此時並無坦克，但德軍已於未來將裝甲部隊視為重要的地位，並建立一套相當優越的作戰規範。
1935年德國元首阿道夫·希特勒宣佈撕毀《凡爾賽條約》，其陸軍即開始擴軍，建立了36個師，並大量生產裝甲車輛，進行現代化。希特勒憑著他國對德國軍事力量的恐懼而屢屢獲得外交上的勝利，一直到1939年8月波兰第二共和国拒絕其要求後，希特勒下令進攻該國，令英法兩國對德宣戰，最终于1939年9月開啟了第二次世界大戰。德國陸軍作為其武裝力量的核心屢屢征戰，並以結合坦克、火砲與飛機進行快速协调聯合打擊的戰法，在戰爭初期獲得了快速而驚人的勝利，相繼打敗波蘭、丹麥、挪威、荷蘭、比利時、法國、南斯拉夫和希臘，佔領了西欧和中欧大多数国家領土。希特勒視僅存的敵國英國已不构成威胁和衰落，而德軍正處巔峰，故於1941年6月22日發動規模空前的「巴巴罗萨计划」入侵蘇聯，望於同年底打敗該國。
對蘇戰爭初期，德軍憑著訓練素質優越、作战經驗豐富和战斗力强而佔盡上風，不斷完成巨大的钳形攻势包圍殲敵作戰，俘虜苏军280萬士兵和裝備，展現極為輝煌的戰爭藝術。然而年底德軍於1941年10月2日、1941年12月1日、1942年1月7日的台风行动中失败，接著相繼於1942年6月28日、1942年9月13日、1943年2月19日的蓝色行动惨败與1943年的7月5日、7月15日的城堡行动被蘇軍打敗，完全喪失主動權，後者開始大規模反攻。其他戰場上盟軍亦將德軍擊敗，1943年第二次阿拉曼戰役使德軍及意軍失去在北非戰場的战略主動權，隨後盟軍乘勝追擊會合已佔領了法屬北非的友軍，並從意大利海軍重新奪回地中海制海權後登陸了義大利半岛迫使意大利投降，德軍將其亚平宁半岛佔領阻止了盟军北上攻進德國，維持了將近一年半的時間。1944年6月6日諾曼底戰役之后，東西線的德軍逐漸退回本土。1944年9月德軍動員剩餘的部隊發起最後的大規模突击进攻反擊，但仍失敗。最後德國於柏林战役战败后，在5月8日正式宣布投降，其陸軍則在1946年8月20日解散。

## 裝備
納粹德國陸軍早期使用的坦克分別為一號坦克、二號坦克、35（t）及38(t)等輕型坦克。其後再發展出三號坦克以及四號坦克，但這些坦克仍未能與當時盟軍主力坦克對抗，不過這些坦克在閃電戰中表現優異。
。

## 標誌與佩章

### 代表性旗幟
| 軍旗（1938年－1945年） |
| 軍旗（1938年－1945年） |

| 陸軍總司令旗（1935年－1941年） |
| 陸軍總司令旗（1935年－1941年） |

| 國防軍最高統帥部總長旗（1941年－1945年） |
| 國防軍最高統帥部總長旗（1941年－1945年） |

| 軍團旗（1936年－1945年） |
| 軍團旗（1936年－1945年） |

### 軍徽
| 軍徽，1940年威瑟堡行動後普遍用於軍用車輛塗裝作爲標識 |
| 軍徽，1940年威瑟堡行動後普遍用於軍用車輛塗裝作爲標識 |

### 帽徽
| 鋼盔兩側的徽章 |
| 鋼盔兩側的徽章 |

### 胸徽
| 胸徽 |
| 胸徽 |

## 資料來源
1. 1 2  （英文）. feldgrau.com.   [2012-06-23]. （原始内容存档于2017-02-06）.
2. ↑  （英文）. wehrmachthistory.com.   [2012-06-23]. （原始内容存档于2010-01-22）.